# 黑爾福德
黑尔福德（德語：Herford，發音：[ˈhɛɐ̯ˌfɔɐ̯t] ⓘ）是德国北莱茵-威斯特法伦州代特莫尔德行政区黑尔福德县的城市，也是黑尔福德县的县治，面积79.16平方千米，2023年12月31日人口为67,265人。
黑爾福德同時也是駐德英軍第1裝甲師師部所在地。目前英軍在此的三處設施：温特沃思軍營（Wentworth Barracks）、哈默史密斯軍營（Hammersmith Barracks）及哈伍德軍營（Harewood Barracks）共駐有870名現役官兵，若計入文職人員及軍眷，則該市共有2,200名英國人員。黑爾福德的軍郵代碼為。
英軍電台（BFBS）曾於此設有駐德廣播站，但2009年後遷到霍讷。

## 国际关系

### 姊妹城市
- 英格兰 欣克利和博斯沃思（英语：Hinckley and Bosworth）（1972年）
- 丹麦 腓特烈西亚（1987年）
- 美国 昆西（1991年）

### 友好城市
- 沃迪采（1974年）
- 波蘭 大波蘭地區戈茹夫（1995年）
- 土耳其 馬納夫加特（2008年）
- 中國 新北区（2015年）